# Friona rufescens
Friona rufescens là một loài tò vò trong họ Ichneumonidae.